# Emmochliophis miops
Emmochliophis miops är en ormart som beskrevs av Boulenger 1898. Emmochliophis miops ingår i släktet Emmochliophis och familjen snokar. Inga underarter finns listade i Catalogue of Life.
Arten förekommer i västra Ecuador. Honor lägger ägg.